# アララ
アララ株式会社（英文社名：arara inc.）は、東京都港区南青山に本社を置く日本のSaaS企業。

## 概要
アララはソリューション事業を目的に2023年（令和5年）に設立された、ペイクラウドホールディングス株式会社の子会社。
ソリューション事業として、メッセージングサービスであるメール配信システム「arara message」、データセキュリティサービスの個人情報検出・管理ソリューション「P-Pointer」、その他のサービスとして、ARフォトフレームなどのコンテンツ制作の拡張現実（AR）アプリ「ARAPPLI」やデンソーウェーブが開発協力したQRコード読み取りアプリ「クルクル」（QRQR、旧アプリ名:「Q」）などを提供している。

## 沿革
- 2023年（令和5年）10月 - ペイクラウドホールディングス株式会社の子会社として東京都港区で設立